# Federwerk-Kamera

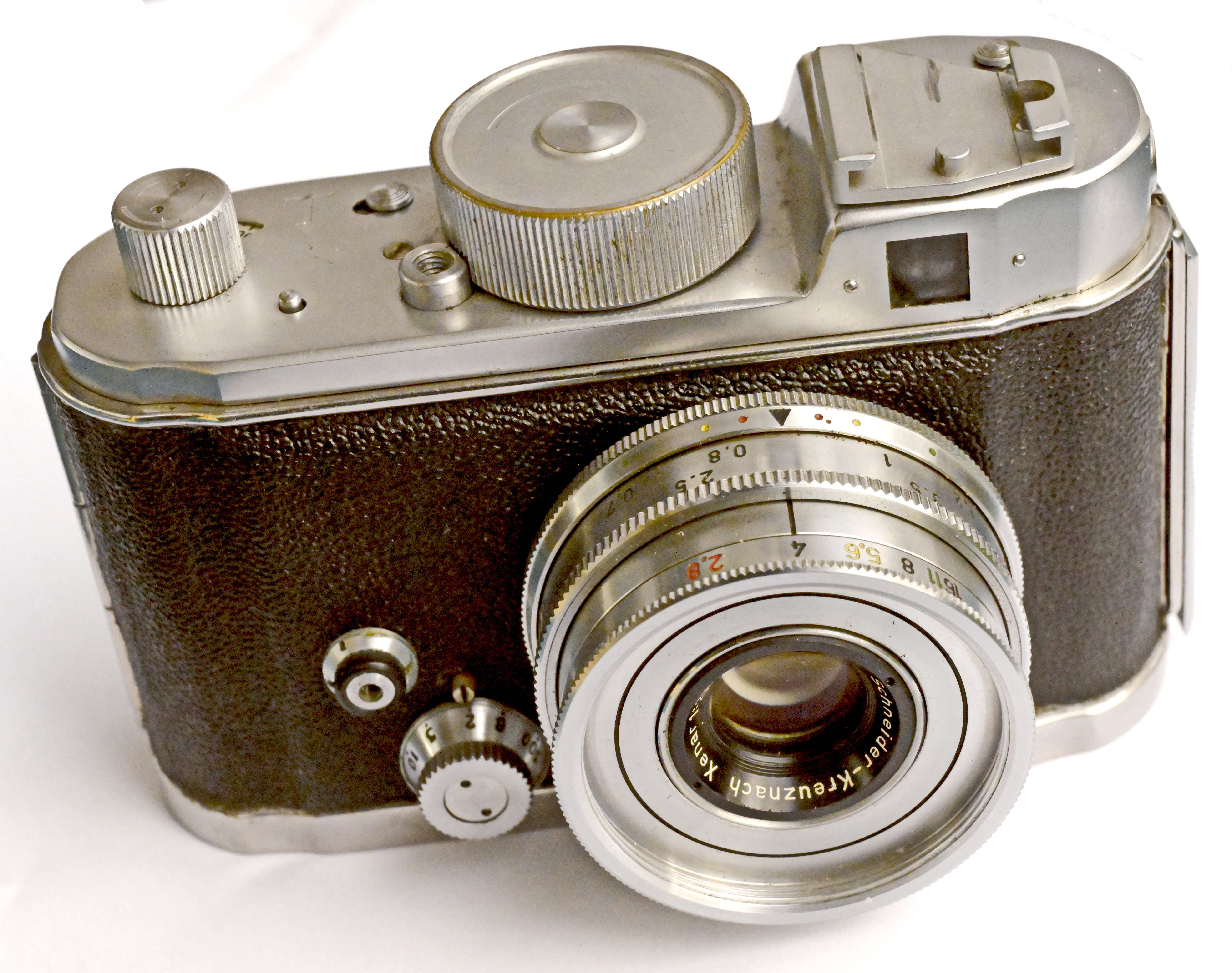
Robot-Kamera mit Xenar1:2,8/38 mm

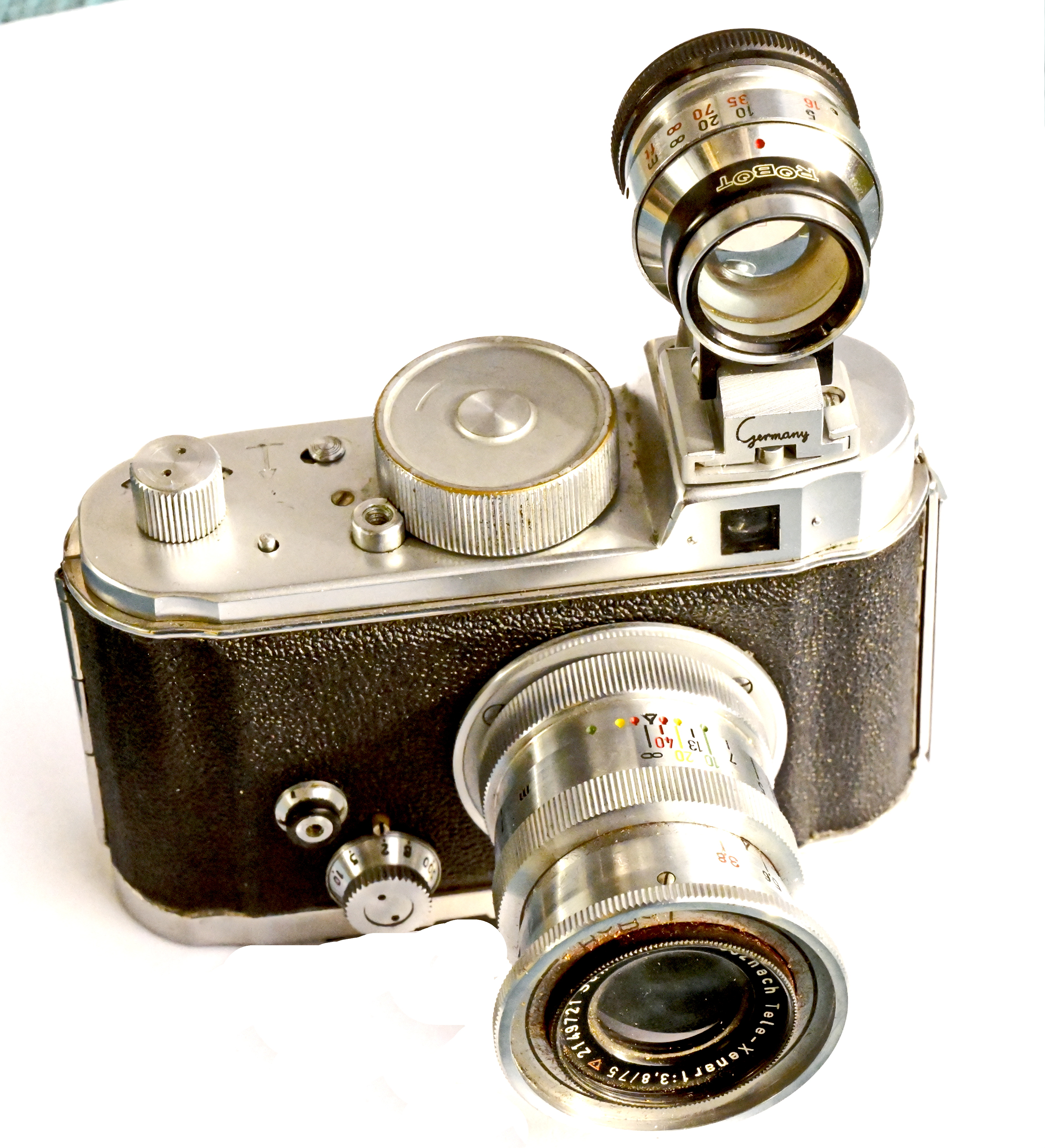
Robot-Kamera mit Tele-Xenar 1:3,8/75 mm

Federwerk-Kameras oder Robotkameras sind Fotoapparate, die ihre Antriebsenergie für den Verschluss, den Filmvorschub und eventuelle Spiegelbewegungen aus der in einer Feder gespeicherten Energie beziehen, statt durch Fingerkraft oder elektrischen Strom. Die ersten marktreifen Entwicklungen für Kleinbildkameras gab es um 1940, u. a. die „Robot Photo Camera“ von Otto Berning.
Am bekanntesten sind die „Robot“-Kameras aus Düsseldorf, die zu Hunderttausenden die „Starenkästen“ bestücken, mit denen Verkehrssünder bei Rotlicht- und Tempoverstößen fotografiert werden. Im Kalten Krieg nutzen sie Geheimdienste häufig als Observationskameras.
An den Robot-Kameras befinden sich für den Film Großmagazine für ca. 250 bis 300 Fotos im Kleinbildformat 24 mm × 36 mm, die mittels einer einzigen Federspannung nacheinander belichtet und transportiert werden können. Lediglich die Auslösung für eine Starenkasten-Robot geschieht elektrisch, durch eine Induktionsschleife und eine Steuerung außerhalb der Kamera.
Verbreitet war der Federwerkantrieb auch bei (Schmal-) Filmkameras für die Amateurformate Normal 8 bzw. Super 8 und 16 mm. Der Vorteil war die Unabhängigkeit von Batterien oder Akkus. Ein Bekanntes Modell für 16 mm war die sowjetische Krasnogorsk-3, die mit einem Aufzug der Feder 4,5 m Film (etwa 25 Sekunden bei 24  Bildern/s) belichten konnte.